# Battle for the Sun
Battle for the Sun – szósty album studyjny zespołu Placebo. Album ukazał się 8 czerwca 2009. Przed wypuszczeniem singla promującego tę płytę ("For What It's Worth"), w mediach zapowiadał ją utwór "Battle for the Sun".

## Lista utworów
1. "Kitty Litter" (Molko, Olsdal, Forrest) – 3:47
2. "Ashtray Heart" (Molko) – 3:32
3. "Battle for the Sun" (Molko, Olsdal) – 5:33
4. "For What It's Worth" (Molko, Olsdal, Forrest) – 2:47
5. "Devil in the Details" (Molko, Olsdal, Forrest) – 4:28
6. "Bright Lights" (Molko, Olsdal, Forrest) – 3:23
7. "Speak in Tongues" (Molko, Olsdal, Forrest) – 4:06
8. "The Never-Ending Why" (Molko, Olsdal, Forrest) – 3:23
9. "Julien" (Molko, Olsdal, Forrest) – 4:43
10. "Happy You're Gone" (Molko, Olsdal, Forrest) – 3:50
11. "Breathe Underwater" (Molko, Olsdal, Forrest) – 3:44
12. "Come Undone" (Molko, Olsdal, Forrest) – 4:36
13. "Kings of Medicine" (Molko, Olsdal, Forrest) – 4:15